# Pica-soques de Myanmar
El pica-soques de Myanmar (Sitta victoriae) és un ocell de la família dels sítids (Sittidae).

## Hàbitat i distribució
Viu als boscos dels turons de l'oest de Myanmar.